# Веде (место)
Веде (њем. Weede) општина је у њемачкој савезној држави Шлезвиг-Холштајн. Једно је од 95 општинских средишта округа Зегеберг. Према процјени из 2010. у општини је живјело 1.031 становника. Посједује регионалну шифру (AGS) 1060096.

## Географски и демографски подаци
Веде се налази у савезној држави Шлезвиг-Холштајн у округу Зегеберг. Општина се налази на надморској висини од 39 метара. Површина општине износи 16,4 km². У самом мјесту је, према процјени из 2010. године, живјело 1.031 становника. Просјечна густина становништва износи 63 становника/km².

## Међународна сарадња
| Мјесто        | Држава    | Врста сарадње | Од    |
| ------------- | --------- | ------------- | ----- |
| Кирјат Моцгин | Израел    | партнерство   | 1984. |
|               | Финска    | партнерство   | 1954. |
| Веро          | Естонија  | партнерство   | 1990. |
|               | Пољска    | партнерство   | 1995. |
| Егр           | Француска | партнерство   | 1987. |
| Текел         | Мађарска  | партнерство   | 1993. |
|               | Француска | партнерство   | 1988. |
|               | Пољска    | партнерство   | 1996. |
| Јужни Даблин  | Ирска     | партнерство   | 1997. |
| Полва         | Естонија  | партнерство   | 1993. |
|               | Пољска    | контакт       | 1991. |
| Сомерстет     | Данска    | партнерство   | 1954. |
| Извор         |           |               |       |